# Riu Hayes
El riu Hayes (en anglès Hayes River) és un riu canadenc que discorre per la Regió Nord de la província de Manitoba, des del llac Molson fins a la badia de Hudson, on desguassa a York Factory. La seva llargada és de 483 km i drena una conca de 108.000 km², amb un cabal mitjà de 694 m³/s. Històricament ha estat un riu important pel desenvolupament del Canadà, i des del 2006 el riu forma part del sistema de rius del patrimoni canadenc gràcies al fet que no ha estat alterat en cap punt.

## Història
Abans de l'arribada dels europeus a la zona, les Primeres Nacions de Manitoba ja empraven la regió del riu Hayes per establir-hi alguns campaments. El riu travessa el territori tradicional de quatre de les Primeres Nacions: Norway House Cree Nation, Bunibonibee Cree Nation, Shamattawa First Nation i York Factory Cree Nation. El riu continua sent una important font de recursos d'aquestes col·letivitats.
Amb l'arribada dels europeus, el riu es convertí en un punt important en el desenvolupament del Canadà. El 1684 se li posà nom en honor de Sir James Hayes, fundador de la Companyia de la Badia de Hudson (HBC) i secretari del Príncep Robert del Palatinat, pel comerciant/explorador francès Pierre-Esprit Radisson. A la seva desembocadura l'HBC va instal·lar, el 1684, York Factory, que serví de seu a la companyia a Amèrica del Nord fins al 1957. El riu Hayes fou la ruta principal entre York Factory i Norway House, a l'interior del continent, per exploradors, comerciants de pells, viatgers i colonitzadors europeus des de 1670 fins al 1870. Per arribar des del Hayes fins a Norway House calia un curt viatge descendint el riu Nelson, per després entrar al riu Echimamish i remuntar-lo fins a Painted Stone Portage, un petit tram de 10 metres de pedra que separa les conques hidrogràfiques dels rius Hayes i Nelson. Aquesta ruta era el darrer tram de la York Factory Express, una vegada es va establir a començaments del segle xix, i que connectava la seu de l'HBC del districte de Colúmbia, a Fort Vancouver, amb York Factory.